# Schloss Le Crest
Das Schloss Le Crest liegt in den Weinbergen der schweizerischen Ortschaft Jussy bei Genf.

## Geschichte
Sein Vorgängerbau geht vermutlich auf das 13. Jahrhundert zurück und wurde 1590 zerstört. Mit Ausnahme des viereckigen Donjons, der aus dem Jahre 1880 stammt, wurde das heutige Schloss 1621 von Théodore Agrippa d’Aubigné errichtet.